# Плейнфілд (Массачусетс)
Плейнфілд (англ. Plainfield) — місто (англ. town) в США, в окрузі Гемпшир штату Массачусетс. Населення — 633 особи (2020).

## Демографія
Згідно з переписом 2010 року, у місті мешкало 648 осіб у 269 домогосподарствах у складі 172 родин. Було 329 помешкань
Расовий склад населення:
| - 96,3 % — білих - 2,2 % — чорних або афроамериканців - 0,6 % — азіатів - 0,2 % — корінних американців |

До двох чи більше рас належало 0,5 %. Частка іспаномовних становила 1,4 % від усіх жителів.
За віковим діапазоном населення розподілялося таким чином: 20,5 % — особи молодші 18 років, 63,0 % — особи у віці 18—64 років, 16,5 % — особи у віці 65 років та старші. Медіана віку мешканця становила 48,3 року. На 100 осіб жіночої статі у місті припадало 98,8 чоловіків;  на 100 жінок у віці від 18 років та старших — 98,1 чоловіків також старших 18 років.
Середній дохід на одне домашнє господарство  становив 71 790 доларів США (медіана — 56 875), а середній дохід на одну сім'ю — 76 791 долар (медіана — 59 250). Медіана доходів становила 46 667 доларів для чоловіків та 44 792 долари для жінок. За межею бідності перебувало 7,6 % осіб, у тому числі 10,5 % дітей у віці до 18 років та 3,4 % осіб у віці 65 років та старших.
Цивільне працевлаштоване населення становило 386 осіб. Основні галузі зайнятості: освіта, охорона здоров'я та соціальна допомога — 33,4 %, роздрібна торгівля — 12,2 %, мистецтво, розваги та відпочинок — 10,6 %.